# Euchaetes zella
Euchaetes zella är en fjärilsart som beskrevs av Dyar 1902. Euchaetes zella ingår i släktet Euchaetes och familjen björnspinnare. Inga underarter finns listade i Catalogue of Life.